# Ambia parachrysis
Ambia parachrysis là một loài bướm đêm trong họ Crambidae.